# Osage (Oklahoma)
Osage és un poble dels Estats Units a l'estat d'Oklahoma. Segons el cens del 2000 tenia 188 habitants.

## Demografia
Segons el cens del 2000, Osage tenia 188 habitants, 80 habitatges, i 54 famílies. La densitat de població era de 226,8 habitants per km².
Dels 80 habitatges en un 30% hi vivien nens de menys de 18 anys, en un 57,5% hi vivien parelles casades, en un 7,5% dones solteres, i en un 32,5% no eren unitats familiars. En el 27,5% dels habitatges hi vivien persones soles el 10% de les quals corresponia a persones de 65 anys o més que vivien soles. El nombre mitjà de persones vivint en cada habitatge era de 2,35 i el nombre mitjà de persones que vivien en cada família era de 2,89.
Per edats la població es repartia de la següent manera: un 23,9% tenia menys de 18 anys, un 6,9% entre 18 i 24, un 26,1% entre 25 i 44, un 25% de 45 a 60 i un 18,1% 65 anys o més.
L'edat mediana era de 40 anys. Per cada 100 dones de 18 o més anys hi havia 113,4 homes.
La renda mediana per habitatge era de 25.125 $ i la renda mediana per família de 24.375 $. Els homes tenien una renda mediana de 26.500 $ mentre que les dones 30.000 $. La renda per capita de la població era de 15.875 $. Entorn del 23,5% de les famílies i el 21,8% de la població estaven per davall del llindar de pobresa.

## Poblacions més properes
El següent diagrama mostra les poblacions més properes.